# جيرالد غاردنر (كاتب)
جيرالد غاردنر (بالإنجليزية: Gerald Gardner)‏ هو كاتب وكاتب سيناريو أمريكي، ولد في 22 يوليو 1929.

## وصلات خارجية
- جيرالد غاردنر على موقع IMDb (الإنجليزية)
- جيرالد غاردنر على موقع أول موفي (الإنجليزية)
- جيرالد غاردنر على موقع قاعدة بيانات الأفلام السويدية (السويدية)
- جيرالد غاردنر على موقع قاعدة بيانات الفيلم (الإنجليزية)
- جيرالد غاردنر على موقع كينوبويسك (الروسية)